# Rhombosolea retiaria
Espèce
Statut de conservation UICN

 DD  : Données insuffisantes
Rhombosolea retiaria est une espèce de poisson plat de la famille des Pleuronectidae, endémique de Nouvelle-Zélande. C'est le seul poisson d'eau douce de cette famille.
Le poisson naît avec des yeux de chaque côté. Durant sa croissance, son corps devient ovale et ses yeux se rangent du côté droit. À l'âge adulte, il est reconnaissable grâce aux taches couleur brique qui parcourent son côté droit.

## Description

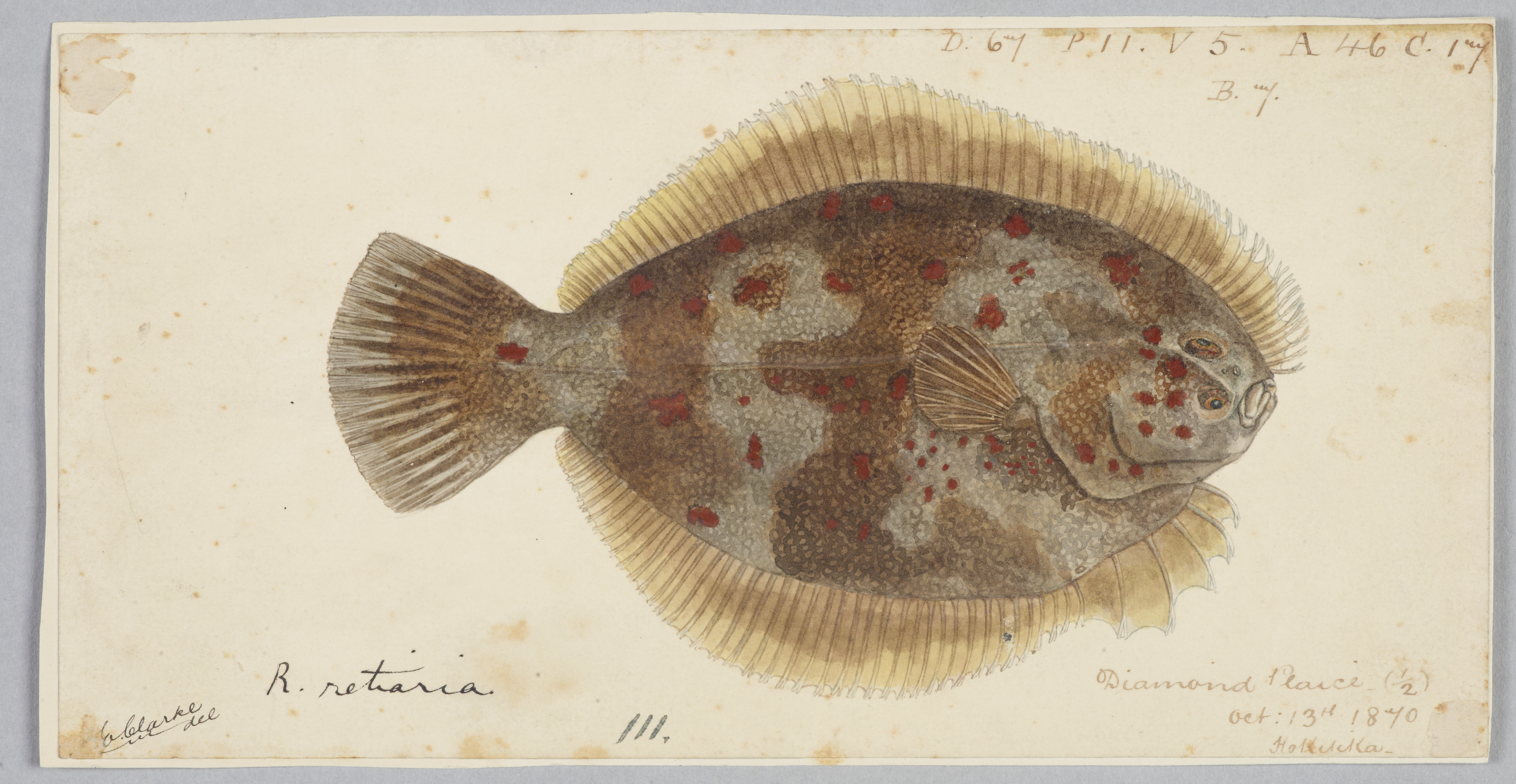
Dessin de Rhombosolea retiaria par Frank Edward Clarke de 1870.

À l'âge adulte, Rhombosolea retiaria a une forme ovale et plate. Comme tous les Pleuronectidae, Rhombosolea retiara a ses deux yeux sur son côté droit. Ce côté est d'une couleur sombre proche du noir avec des taches couleur brique,,. Les taches de chaque individu sont différentes en taille et en répartition. Cette coloration le différencie des autres espèces de Rhombosolea.
La taille moyenne de Rhombosolea retiaria adulte est de 20 à 30 cm, avec une taille maximale de 45 cm,. Sa nageoire dorsale compte davantage de raies (entre 65 et 67) que sa nageoire anale (entre 43 et 45),. Comme les autres espèces de son genre, il est possible de déterminer l'âge d'un poisson grâce à la taille de son otolithe.

## Biologie et écologie

### Cycle de vie
L'espèce est peu étudiée. Si les larves de Rhombosolea retiaria proviennent de la mer, son lieu de reproduction est inconnu. On ne sait pas si les œufs sont pondus dans les rivières et emportés jusqu'à la mer ou si la reproduction a lieu dans l'océan ; cette deuxième option est toutefois privilégiée.
Les adultes migrent vers l'océan en hiver (juin et juillet). Les œufs vont éclore dans la mer quelques jours après la ponte. Les larves — qui comptent encore un œil de chaque côté — vont alors se mêler au plancton. La larve se métamorphose par la suite, son œil se décalant sur son côté gauche et son corps s'aplatissant. Après cette métamorphose, les petits poissons remontent les rivières au printemps (octobre à décembre), c'est là qu'ils grandissent,.

### Alimentation
Rhombosolea retiaria est carnivore, mangeant principalement des insectes, mollusques et blanchaille. À l'image des autres poissons de sa famille, Rhombosolea retiaria chasse à l'affût, se cachant grâce à son camouflage dans l'attente qu'une proie s'approche. Se nourrissant dans la boue, il lui arrive d'ingérer de la boue ou des algues,.

### Prédateurs et menaces
Ce poisson est pêché par l'homme, mais sa pêche commerciale se limite au lac Ellesmere. Il est moins consommé que les autres Rhombosolea.
Le ministère de la Conservation néo-zélandais estime que l'espèce n'est pas menacée. Pour l'Union internationale pour la conservation de la nature, il s'agit d'une espèce à données insuffisantes, ne permettant pas de juger de son risque d'extinction.

## Répartition et habitat

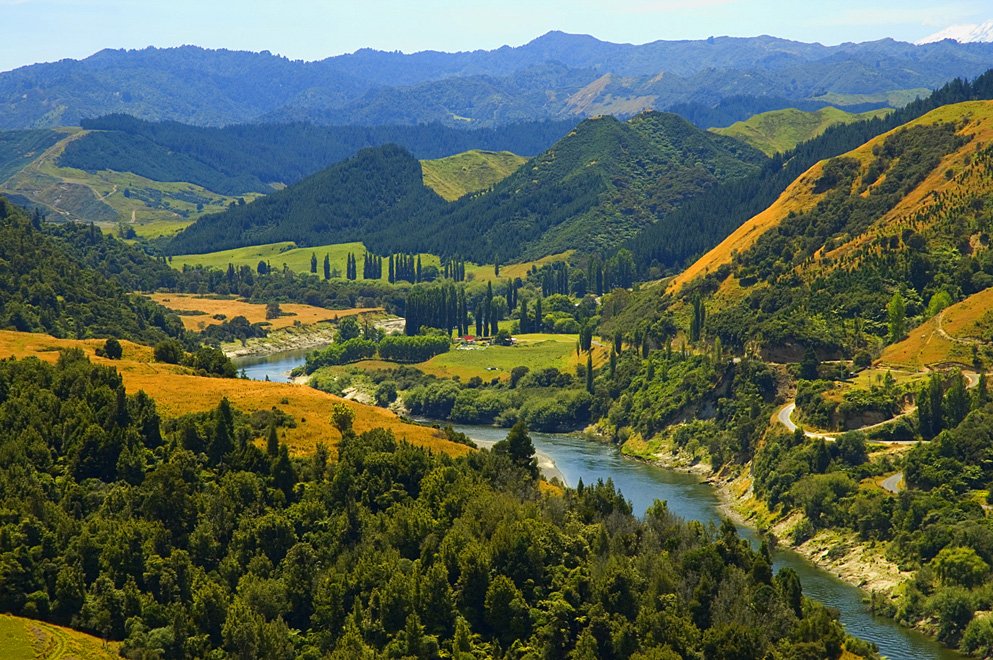
Rhombosolea retiaria a pu remonter le cours du Whanganui jusqu'à 250 km.

Rhombosolea retiaria est un poisson diadrome. Il vit à proximité des côtes, dans des estuaires, des baies. Il est également présent dans des lacs (Ellesmere, Wairarapa, etc.) et dans l'aval des rivières, si leur cours n'est pas trop en pente,. On a pu retrouver des individus dans le cours du Whanganui à 250 km de la mer, et à 100 km dans le Manawatu.
Le poisson vivrait davantage en eau douce (rivière ou estuaire) que dans l'océan, où il se reproduit. C'est ainsi le seul poisson d'eau douce de la famille des Pleuronectidae. En effet, si Rhombosolea tapirina peut atteindre les rivières, il se limite à l'estran.
L'espèce est davantage commune sur l'île du Sud que sur l'île du Nord, préférant des eaux froides. Elle est particulièrement présente sur les côtes du Canterbury et de l'Otago et très rare dans le nord de l'île du Nord au-delà du Waikato.

## Taxinomie et dénominations

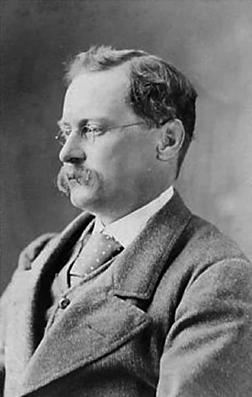
L'espèce est formellement décrite par Frederick W. Hutton en 1874.

Le nom valide complet (avec auteur) de ce taxon est Rhombosolea retiaria Hutton, 1874. Rhombosolea proviendrait du grec rhombos (« parallélogramme ») et du latin solea (« sandale »). Son épithète spécifique est dérivé du mot latin rete (« filet ») et du suffixe  –aria (« qui appartient à »). Il n'a pas d'explication avérée mais pourrait faire référence à ses écailles, ressemblant à un filet.
L'espèce est formellement décrite en 1874 par l'ichtyologiste britannique Frederick Wollaston Hutton. Elle se classe dans le genre Rhombosolea sous la famille des Pleuronectidae. Au XXIe siècle, le genre Rhombosolea est rattaché à la sous-famille Rhombosoleinae (au sein de la famille Pleuronectidae), ou est considéré comme une famille à part entière sous le nom de Rhombosoleidae.
En Nouvelle-Zélande, Rhombosolea retiaria est connu sous le nom de black flounder (« flet noir ») en anglais, et Pātiki-mohoao en maori. Il est plus rarement nommé  'estuary Flounder (« flet d'estuaire »), mud Flounder (« flet de boue ») ou river Flounder (« flet de rivière »). En Australie, il est parfois appelé New Zealand flounder (« flet de Nouvelle-Zélande »). En France, comme plusieurs autres poissons, Rhombosolea retiara peut être vendu sous les noms de « camarde » ou « plie de Nouvelle-Zélande ».
Rhombosolea retiaria a pour synonyme Rhombosolea retiaria adamas Whitley & Phillipps 1939. Whitley et Phillipps pensaient alors que les individus de l'île du Sud formaient une sous-espèce de Rhombosolea retiaria.

### Publication originale
- (en) Frederick Wollaston Hutton, « Notes on some New Zealand fishes », Transactions and Proceedings of the New Zealand Institute, vol. 6,‎ 1874, p. 104-107.